# Costaricaanse papegaai
De Costaricaanse papegaai (Touit costaricensis) is een vogel uit de familie Psittacidae (papegaaien van Afrika en de Nieuwe Wereld). De wetenschappelijke naam van de soort werd als Urochroma costaricensis in 1913 gepubliceerd door Charles B. Cory. Het is een door habitatverlies kwetsbaar geworden vogelsoort die voorkomt in Midden-Amerika.

## Kenmerken
De vogel is 17,5 cm lang en overwegend heldergroen gekleurd. Verder heeft de vogel een rood voorhoofd, waarbij het rood doorloopt tot het midden van de kruin en rondom het oog. Verder is de schouder en de rand van de vleugel rood gekleurd. De achterkant van de kop heeft een bronskleurige waas. Het rood is bij het vrouwtje minder uitbundig.

## Verspreiding en leefgebied
Deze soort komt voor van Costa Rica tot westelijk Panama. De leefgebieden van deze vogel liggen in vochtig, natuurlijk bos in heuvel- en bergland. Buiten de broedtijd verblijven ze tot op 3000 meter boven zeeniveau, de broedgebieden liggen lager, tussen de 700 en 1500 meter.

## Status
De grootte van de populatie werd in 2020 door BirdLife International geschat op 3000-12.000 volwassen individuen. De populatie-aantallen nemen af door habitatverlies. Het leefgebied wordt versnipperd en aangetast door kleinschalige ontbossing waarbij natuurlijk bos plaats maakt voor intensief agrarisch gebruikt land.
Om deze redenen staat deze soort als gevoelig op de Rode Lijst van de IUCN.
Er gelden beperkingen voor de handel in deze papegaai, want de soort staat in de Bijlage II van het CITES-verdrag.